# Громадянин Влапко

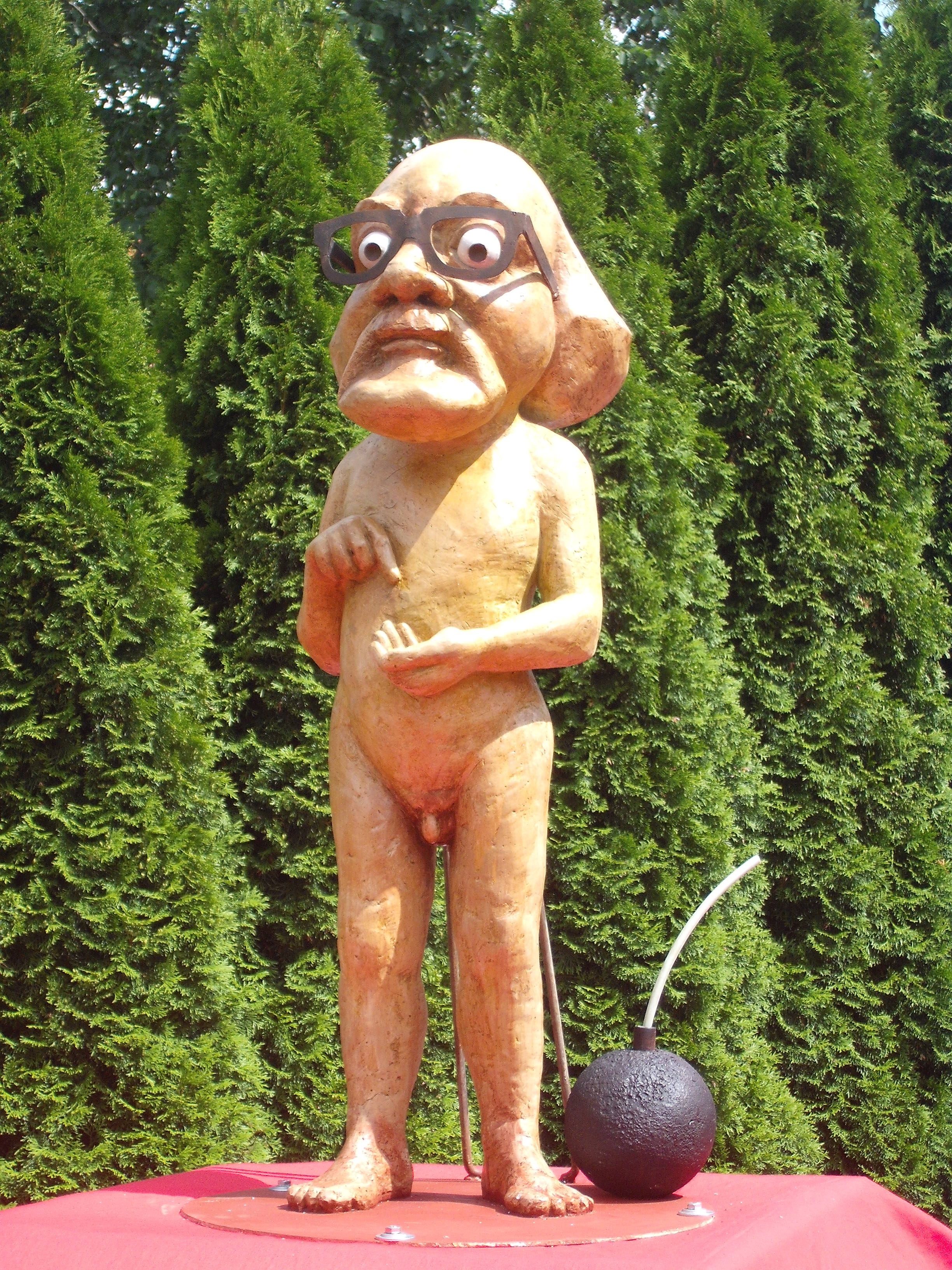
Громадянин Влапко — символ корумпованого чиновника

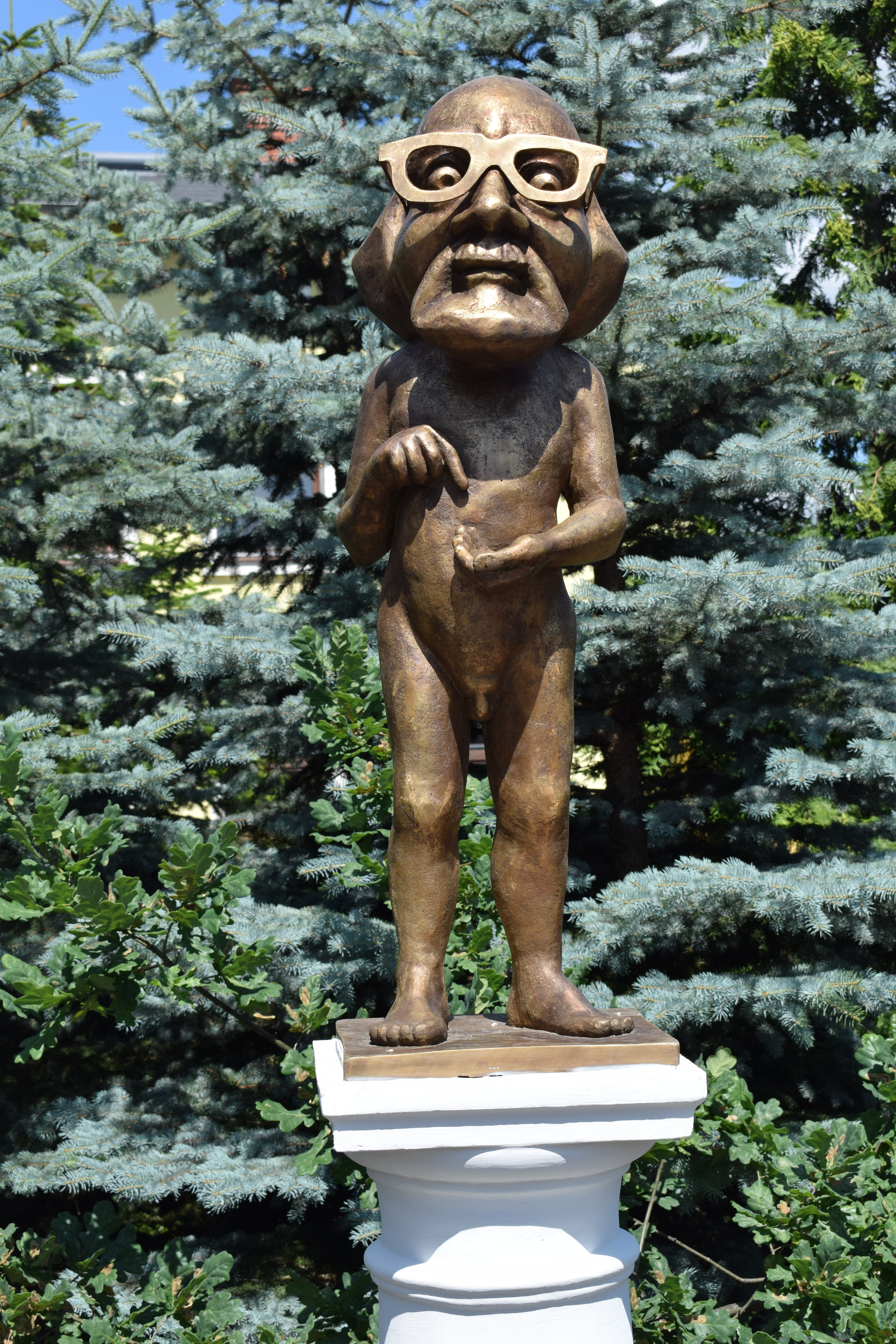
Пам'ятник Громадянину Влапко на території Оссовeцької автономії

Громадянин Влапко (пол. Obywatel Włapko) — символ корумпованого чиновника, який ускладнює його життя. Скульптура, сатирична статуетка, показує оголеного хлопчика з головою зрілого чоловіка в окулярах з вусами та бородою, з руками, розташованими таким чином, що він вказує пальцем правої руки вліво, а навиворіт догори, ніби просить когось дати йому щось за нього. Його висота — 1,10 м. Біля лівої ноги є бомба, що символізує вибуховість, тоді як нагота символізує всю оголену правду.
Автор скульптури — скульптор із Щецина Веслав Адамський. Сатирична статуетка була вперше виставлена під час проведення 25 червня 2015 року в Щецинеку, а потім відвідала багато міст по всій Польщі.
Соціальний комітет з будівництва пам'ятника Громадянину Влапко був створений в Щеціньке, метою якого є звести пам'ятник в міському просторі.
Під час сесії міськради в Щеціньке, то переполох був викликаний плакатом із зображенням Громадянина Влапка, який був переданий мером від радника Яцека Павловіча за підтримки радника Анджей Гробелен. За плакат, який він не прийняв, мер привів радників до суду.
Також у Щецинеку міський реставратор, почуваючись особисто ображеним схожістю скульптури на себе, напав на автора перед його квартирою та побив.
21 червня 2019 року голова Соціального комітету з будівництва пам'ятника Громадянину Влапко Збігнев Евґеніуш Клімович офіційно відкрив пам'ятник на території Оссовецької автономії в міському просторі Щецинека. Бронзову скульптуру зробив скульптор Ромуальд Вішневський. Пам'ятник є власністю жителів міста Щецинек, — підкреслив голова комітету, запросивши їх на фотосесії.

## Галерея

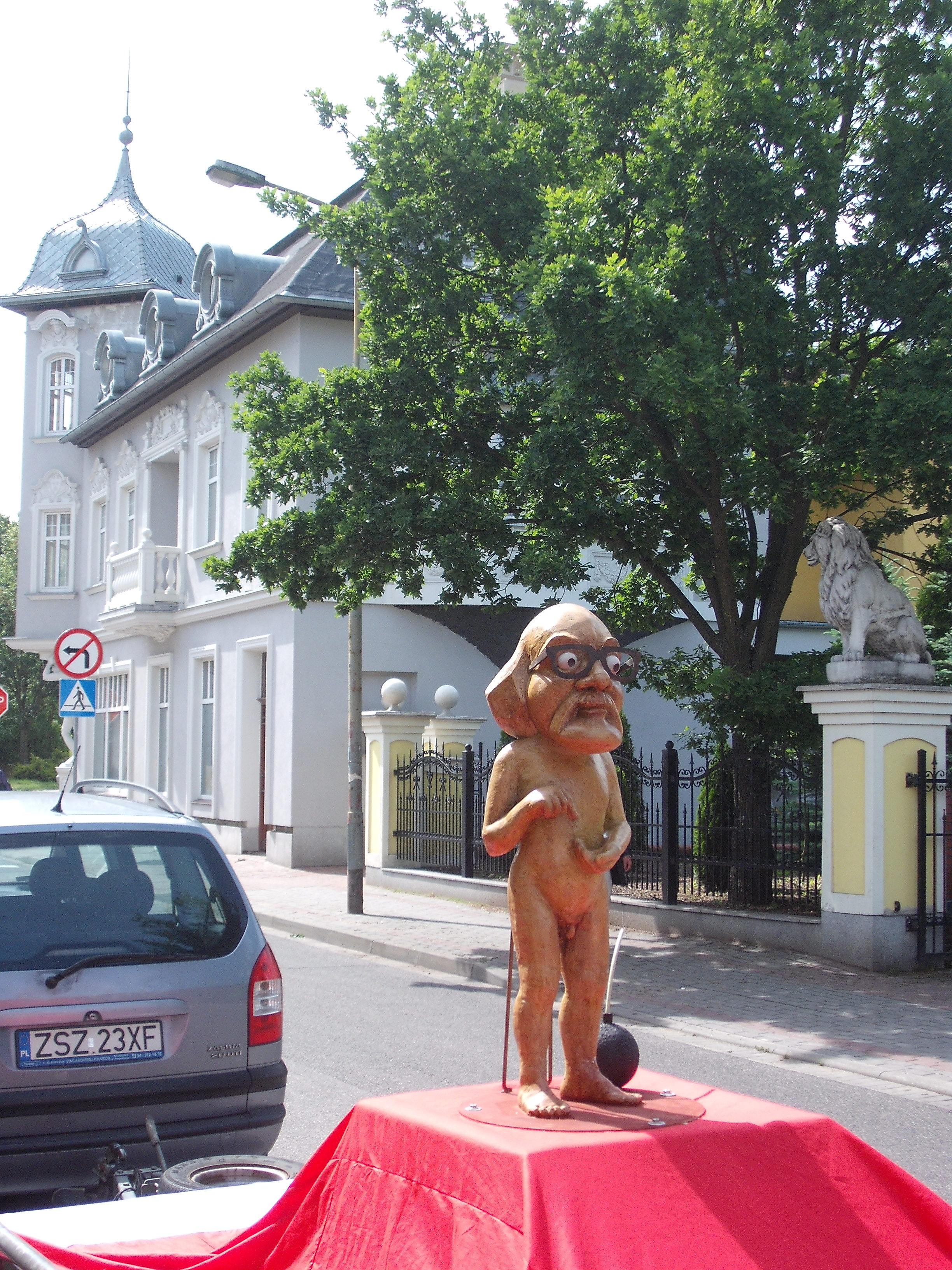
Громадянин Влапко - відбувається в Щеціньке, Польща
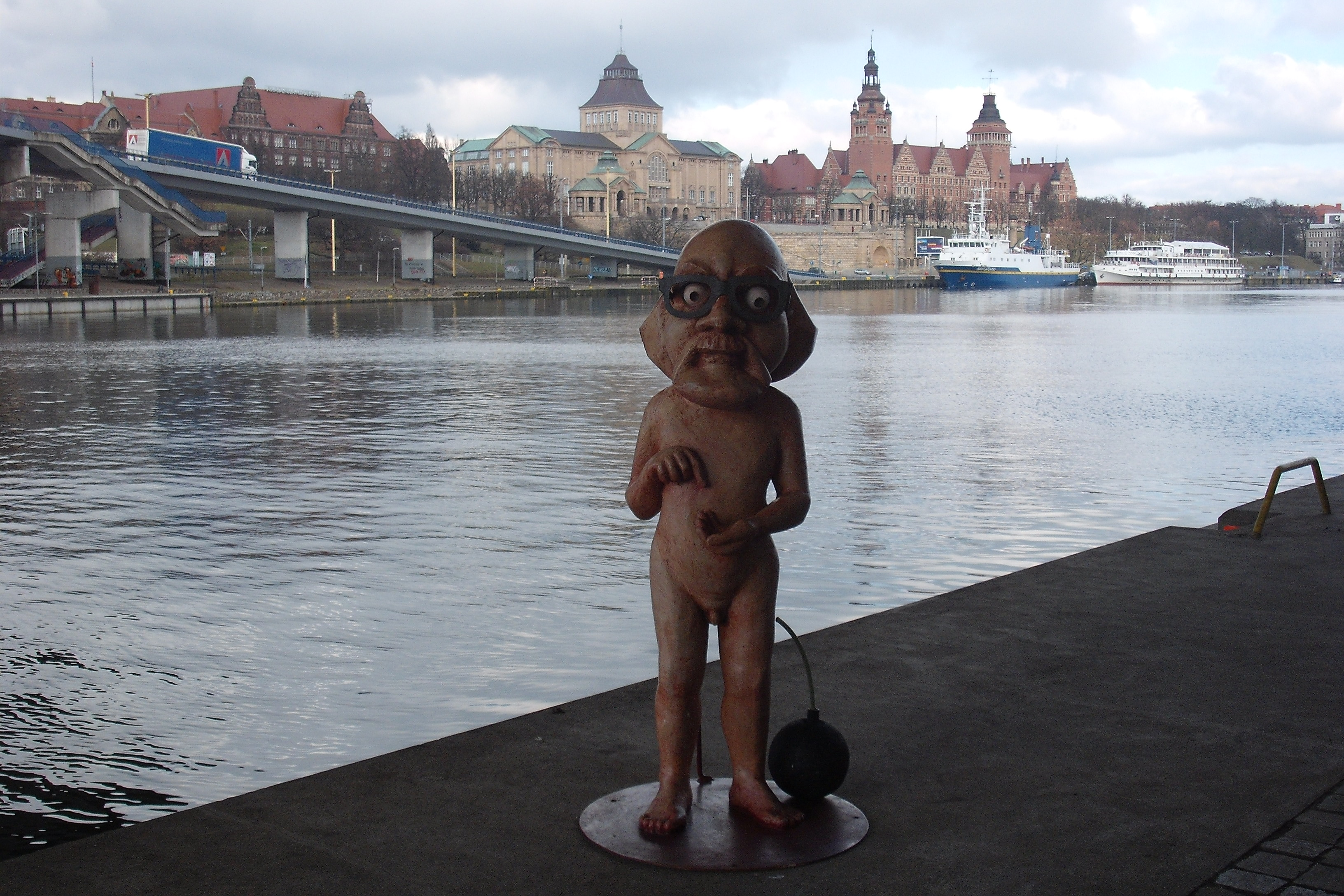
Влапко в Щецині, Польща
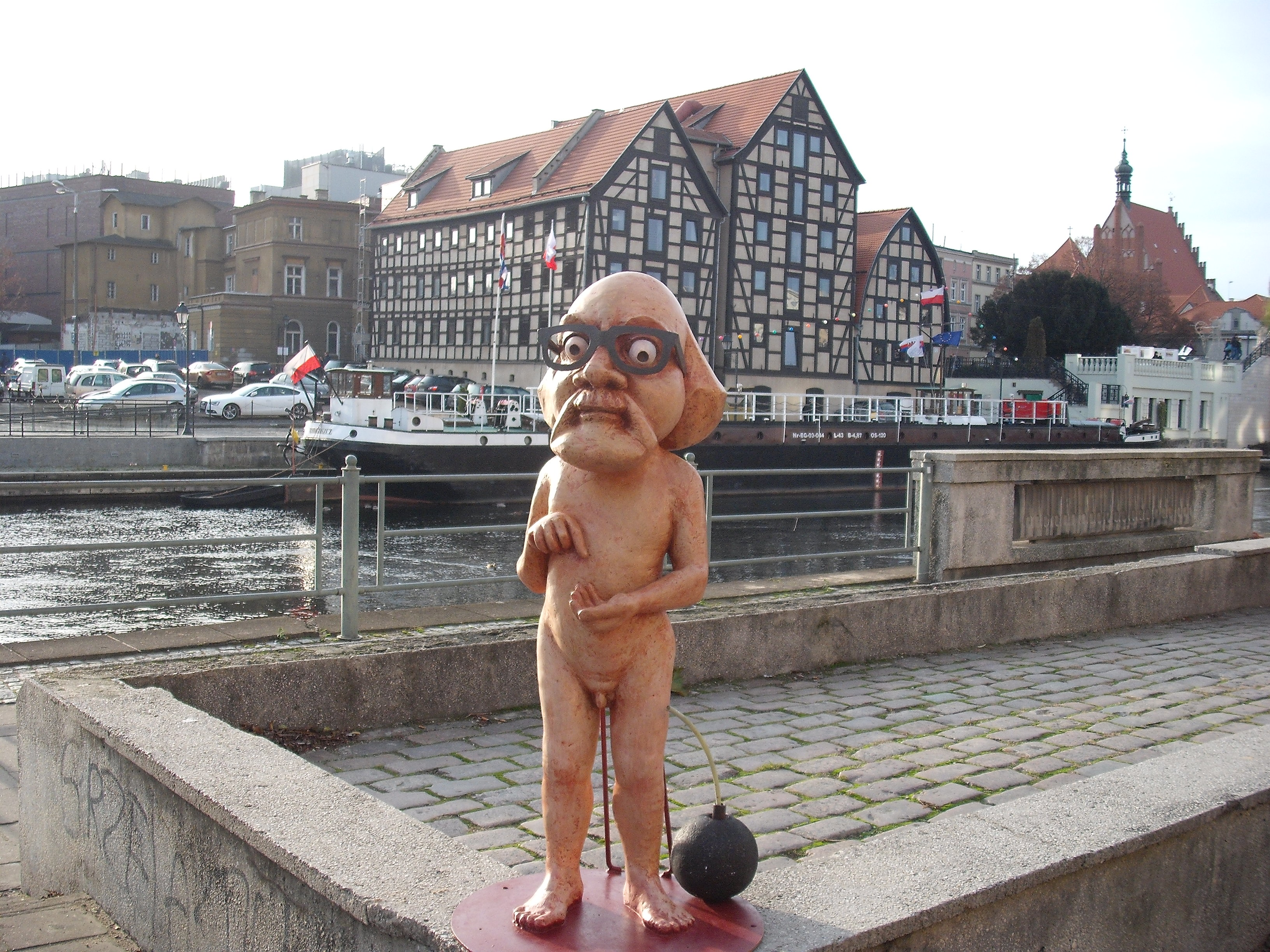
Влапко в Бидгощі, Польща
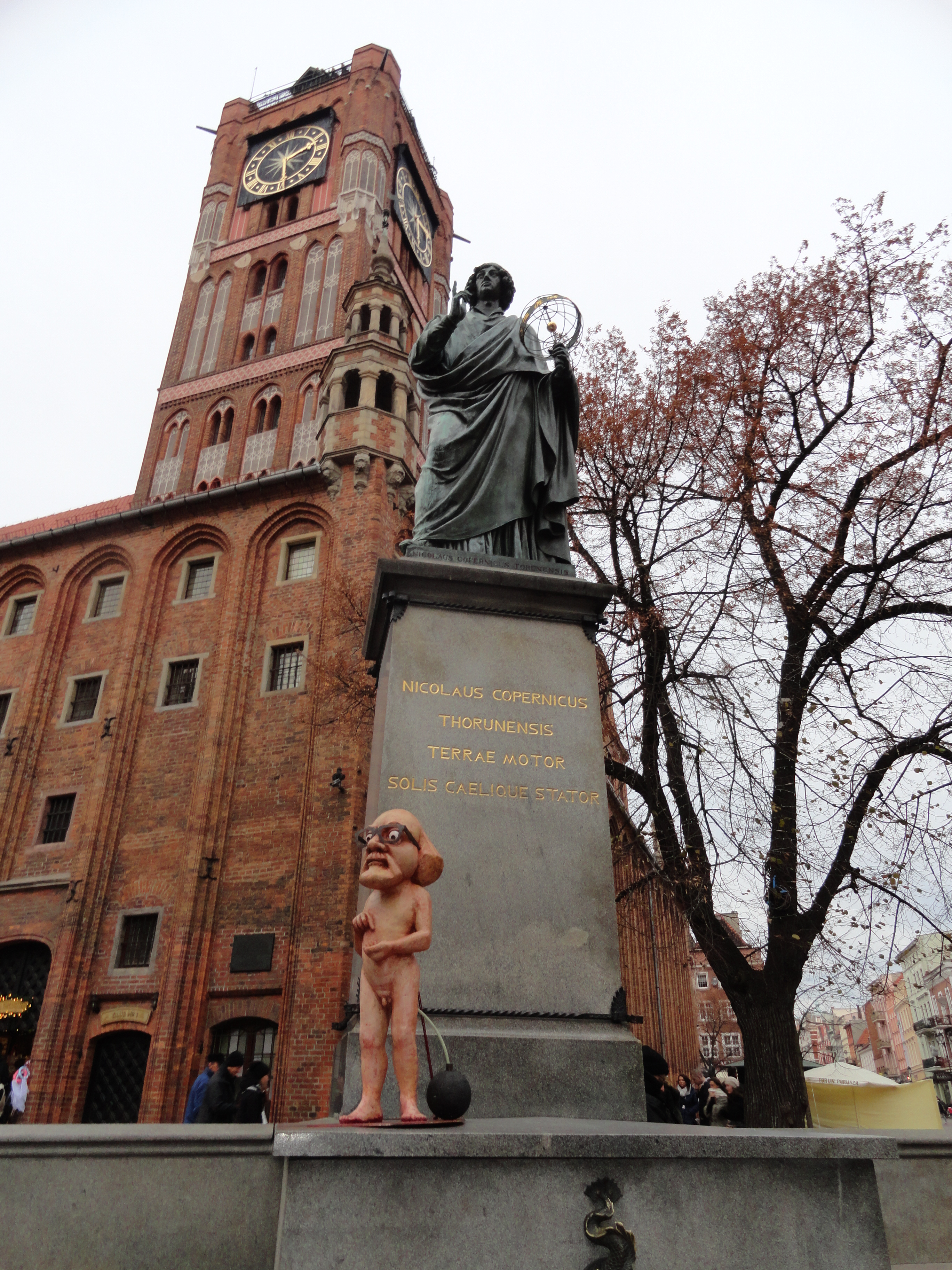
Влапко у Торуні, Польща
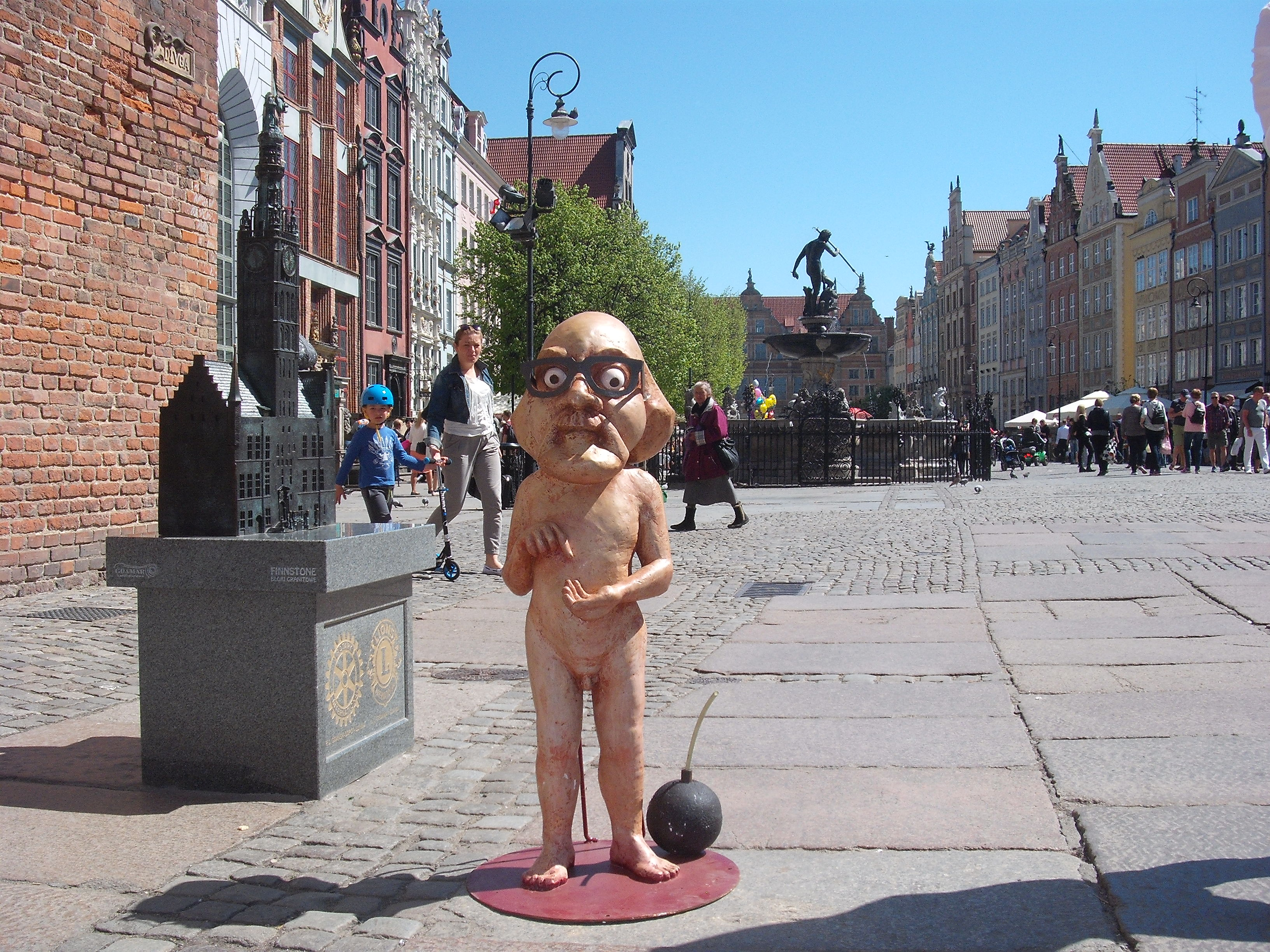
Влапко у Гданську, Польща
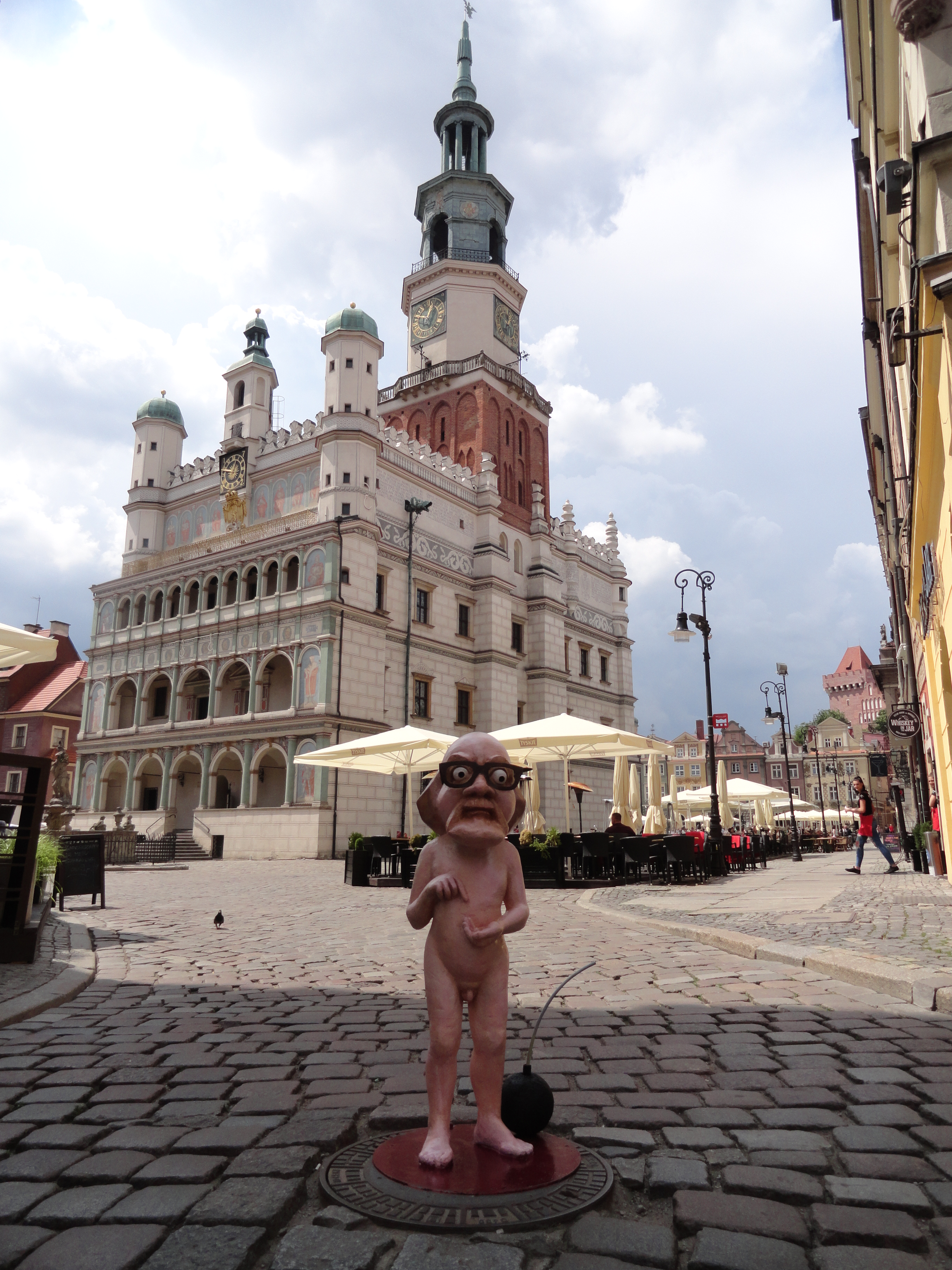
Влапко у Познані, Польща
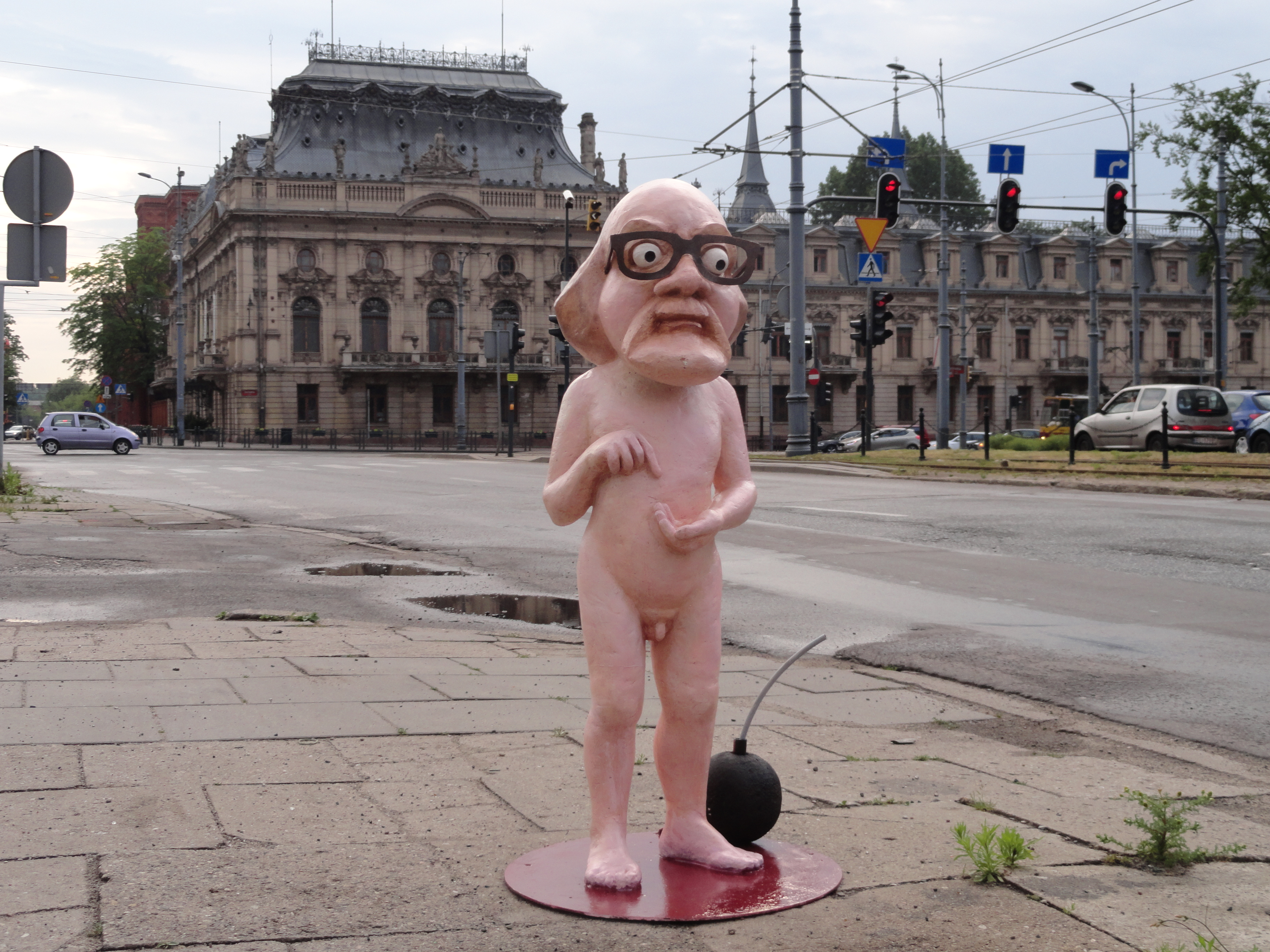
Влапко у Лодзі, Польща
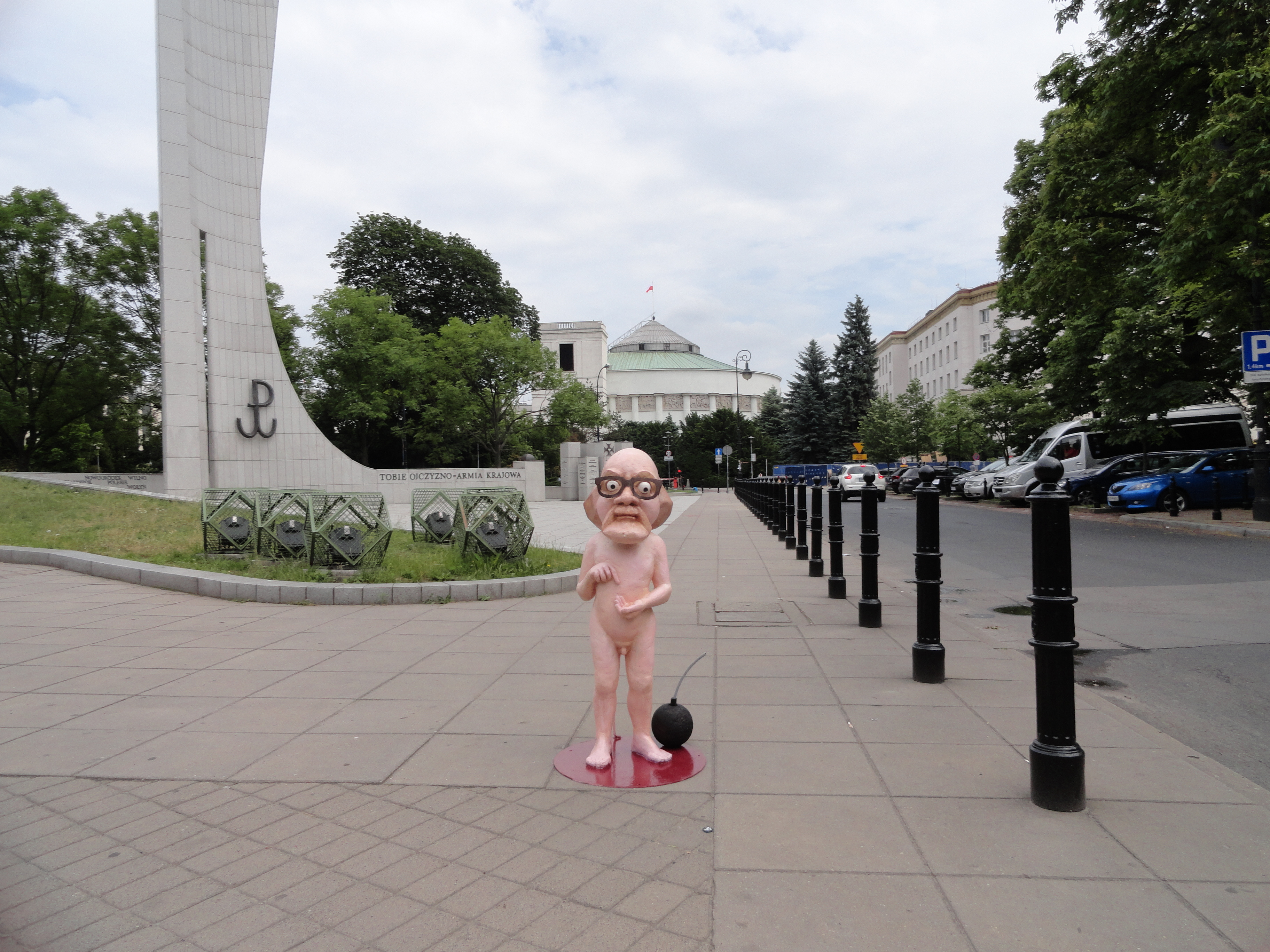
Влапко у Варшаві, Польща
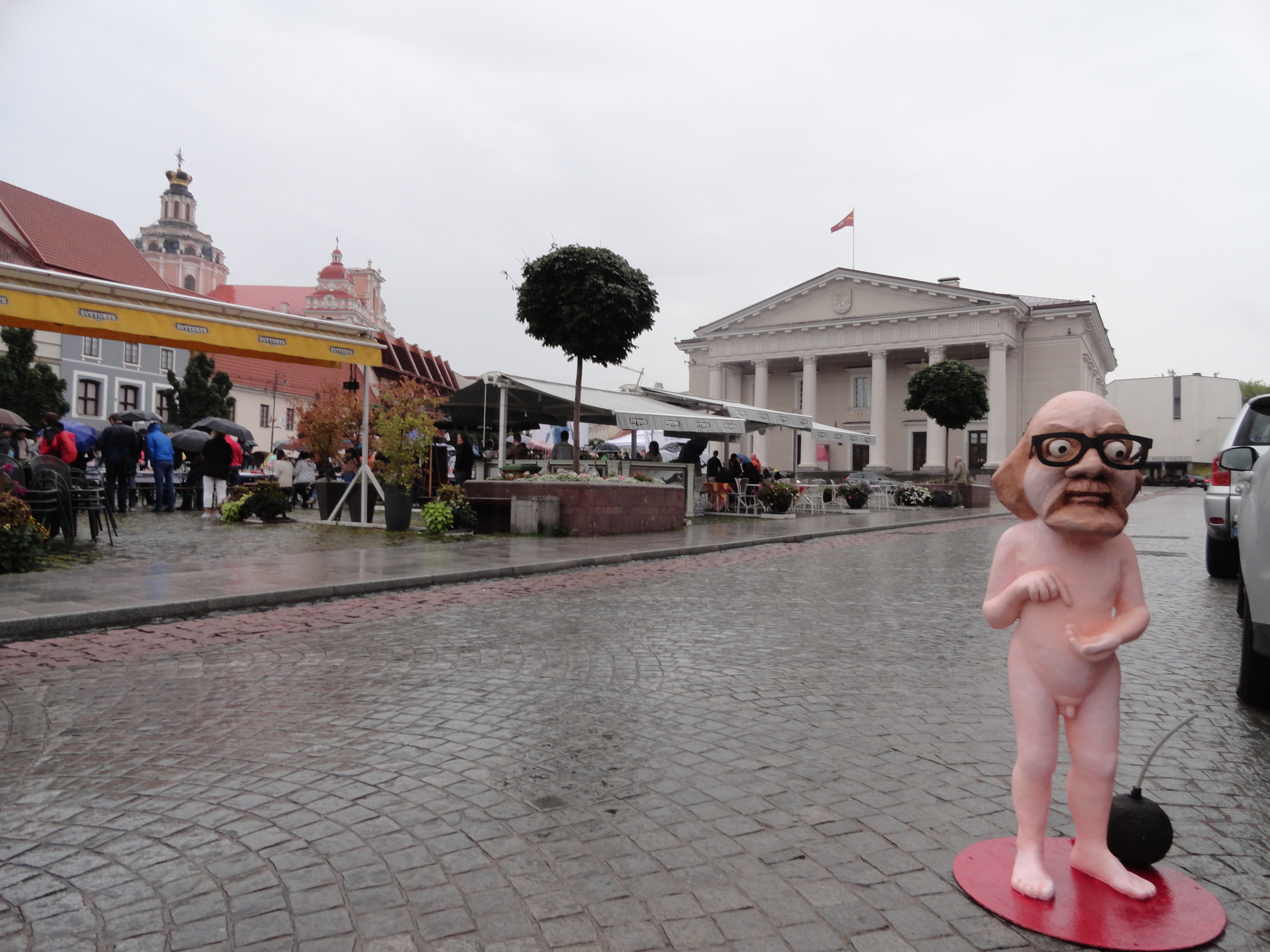
Влапко у Вільнюсі, Литва
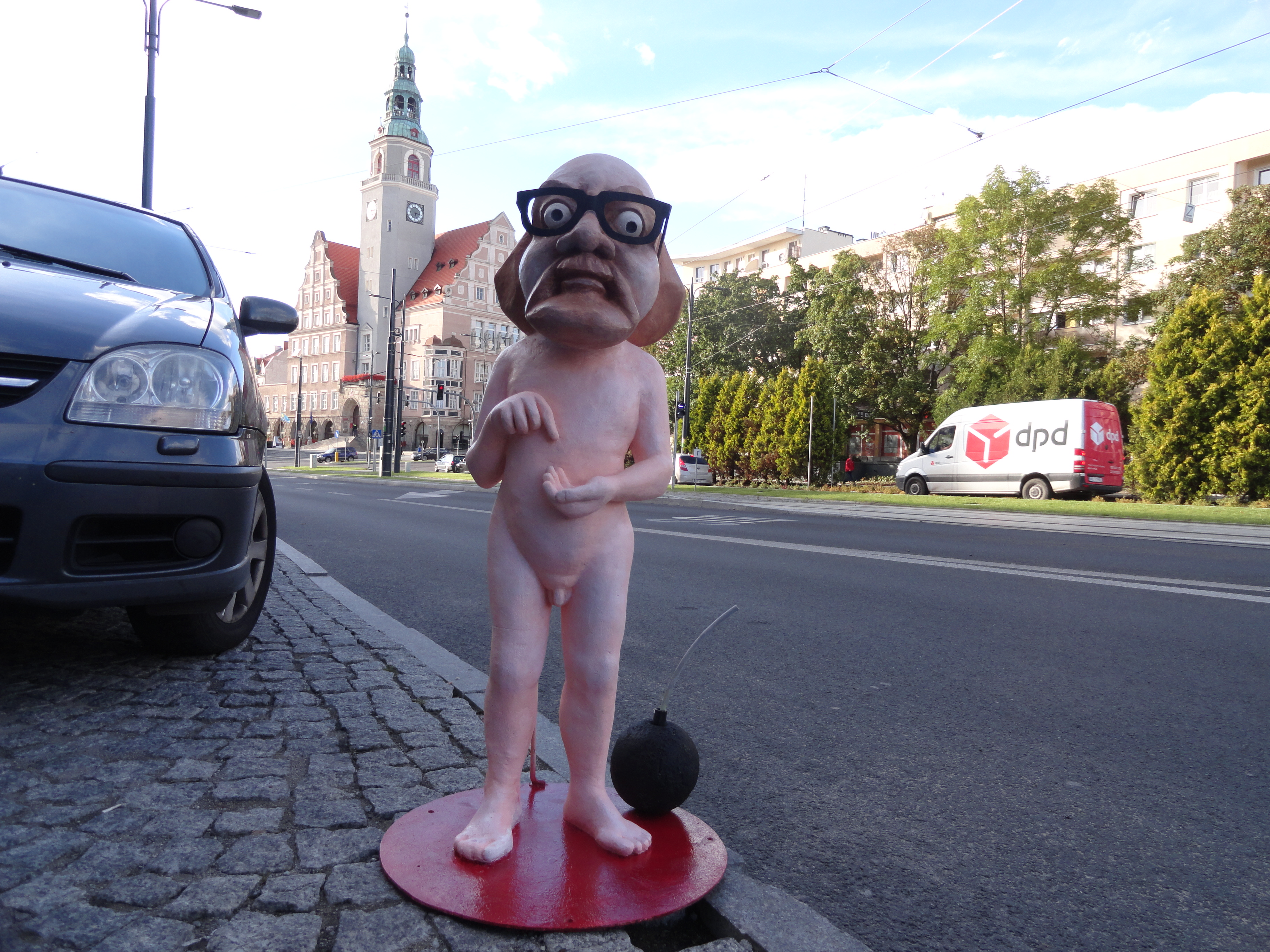
Влапко в Ольштині, Польща
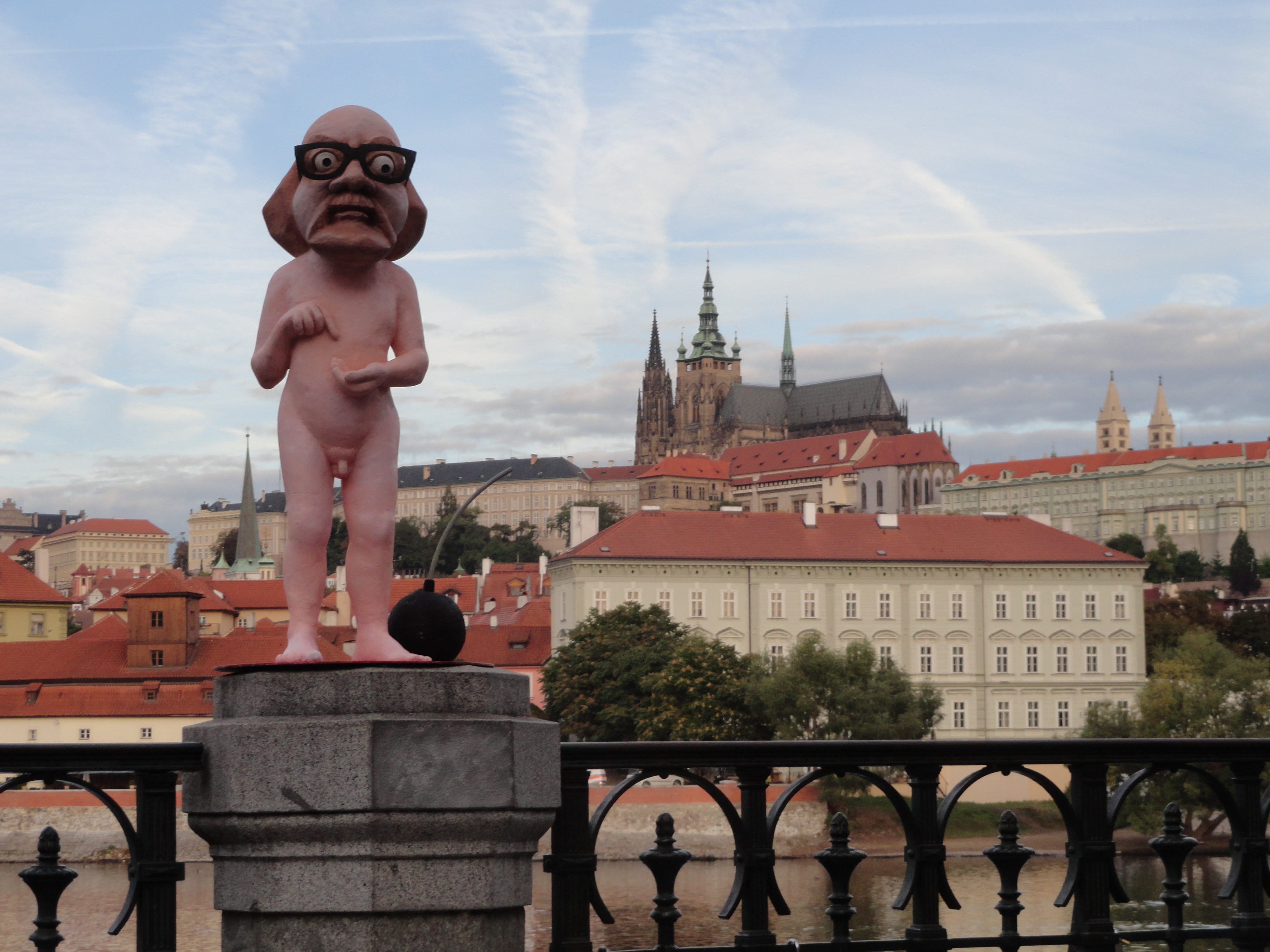
Влапко в Празі, Чехія
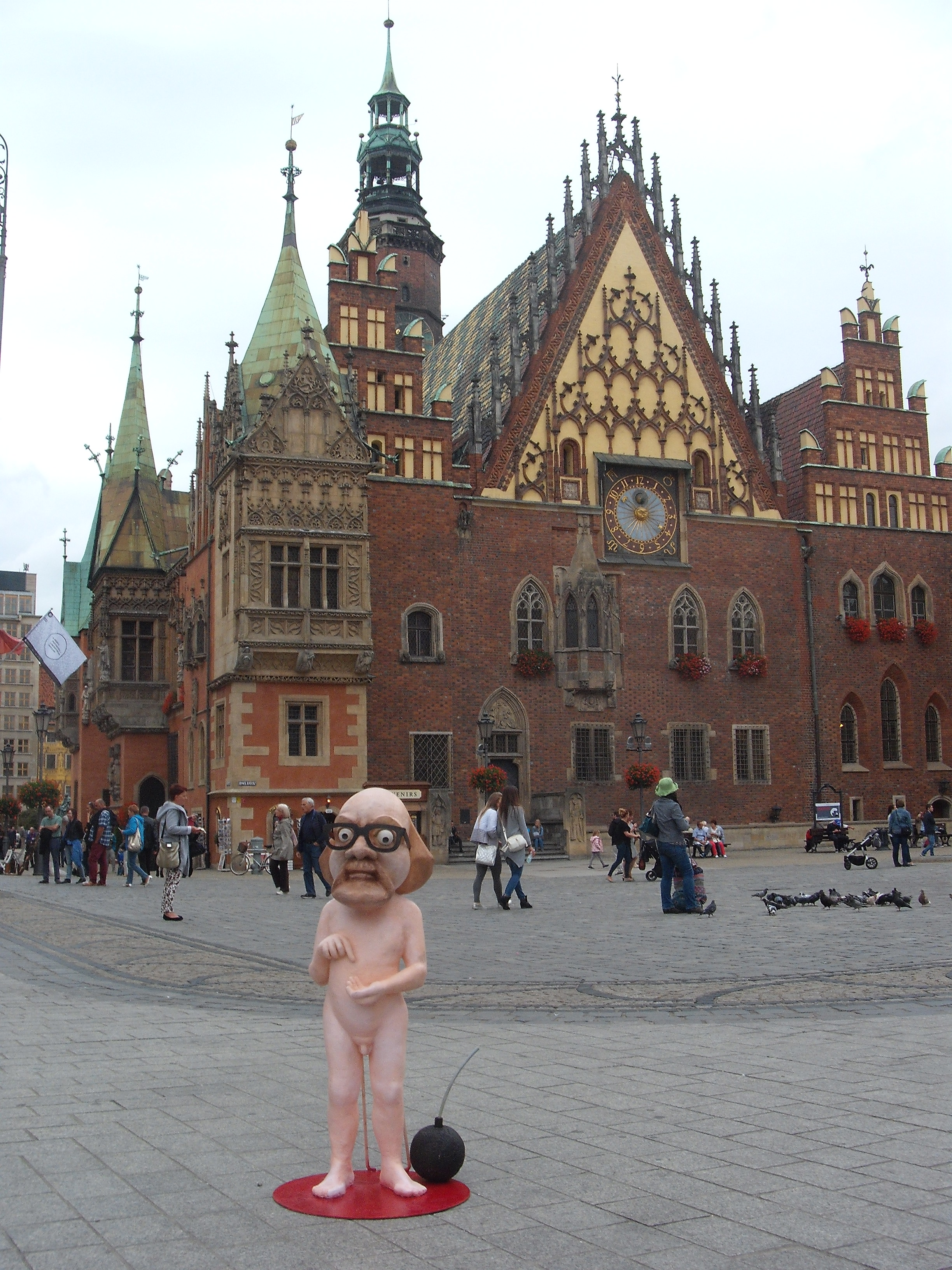
Влапко у Вроцлаві, Польща
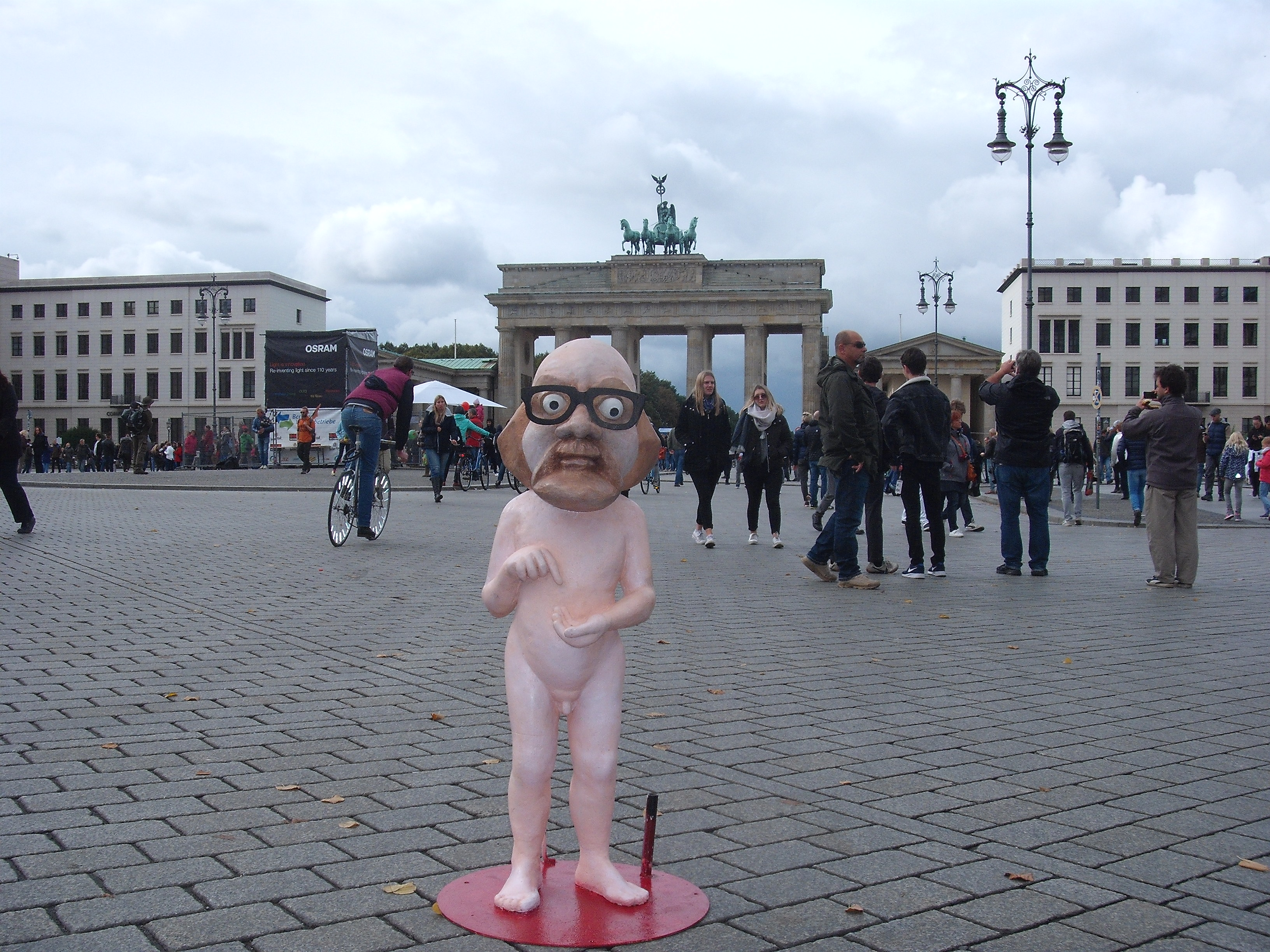
Влапко у Берліні, Німеччина
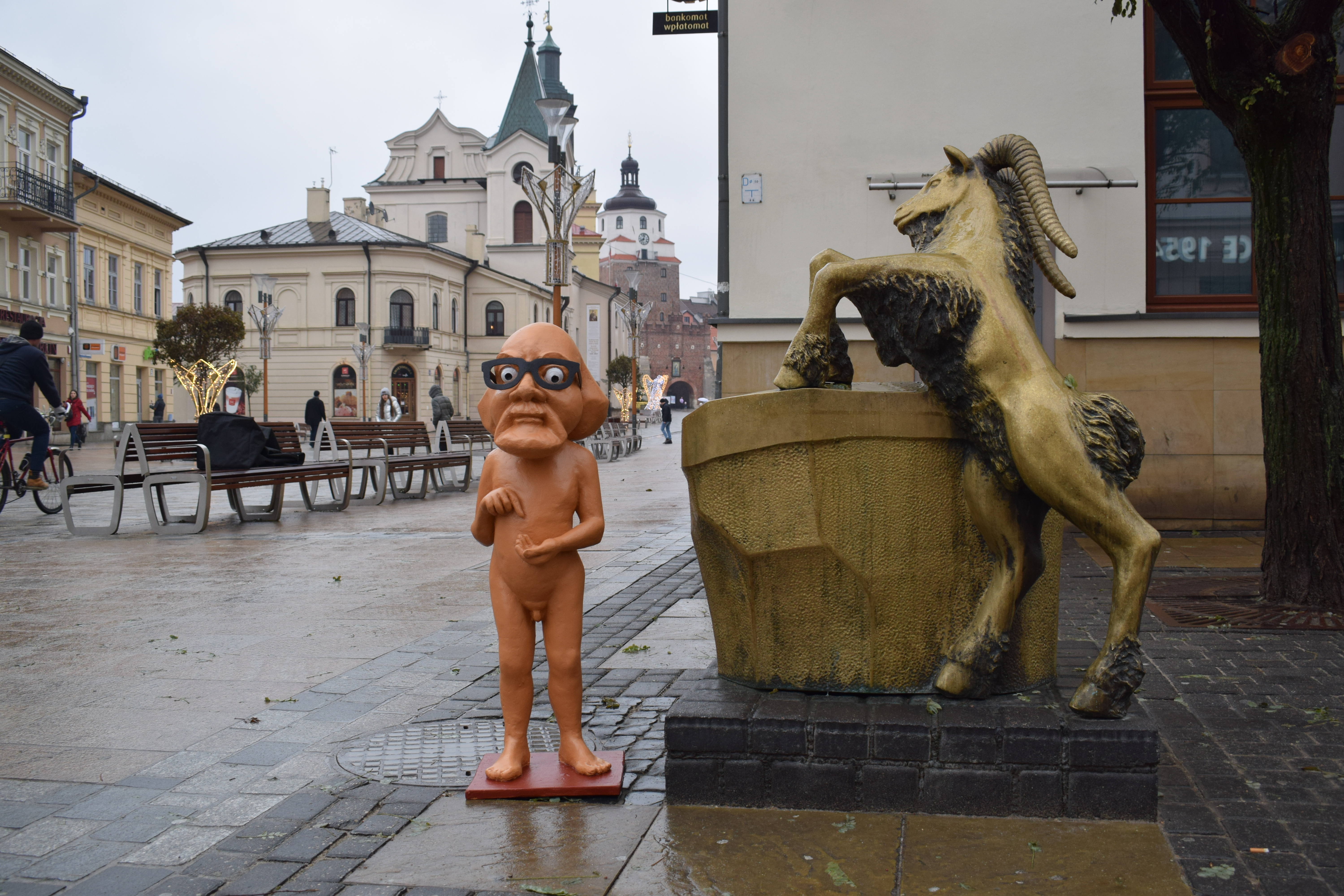
Влапко в Любліні, Польща

## Виноски
1. ↑  Powstanie pomnik pana Włapko, symbolu łapownictwa?. 20 marca 2016. Архів оригіналу за 22 лютого 2018. Процитовано 15 лютого 2021.
2. ↑  Obywatel Włapko zwiedził całą Polskę. W poniedziałek będzie na sesji Rady Miasta. 27.08.2016. Архів оригіналу за 31 жовтня 2016. Процитовано 15 лютого 2021.
3. ↑  Nie chcą, ale muszą. Radni zajmą się Obywatelem Włapko. 02.08.2016. Архів оригіналу за 7 вересня 2016. Процитовано 15 лютого 2021.
4. ↑  Pomnik skorumpowanego urzędnika. 21 березня 2016. Архів оригіналу за 22 лютого 2018. Процитовано 15 лютого 2021.
5. ↑  Burmistrz podaje radnych do sądu. Za plakat. 14 квітня 2016. Архів оригіналу за 5 жовтня 2016. Процитовано 15 лютого 2021.
6. ↑  Miejski konserwator zabytków wymierzył sprawiedliwość artyście. 29.06.2015. Архів оригіналу за 5 жовтня 2016. Процитовано 15 лютого 2021.
7. ↑  Afera w Szczecinku. Urzędnik pobił się z artystą o rzeźbę. 14 lipca 2015. Архів оригіналу за 30 листопада 2020. Процитовано 15 лютого 2021.
8. ↑  Postawili pomnik obywatela Włapko. Komitet dopiął swego. 21.06.2019. Архів оригіналу за 23 червня 2019. Процитовано 15 лютого 2021.
9. ↑  Obywatel Włapko powrócił. Na stałe wpisał się w krajobraz Szczecinka. 22.06.2019. Архів оригіналу за 23 червня 2019. Процитовано 15 лютого 2021.
10. ↑  Szczecinek pod czujnym okiem obywatela Włapko. Pomnik stanął na rogu Zielonej i Koszalińskiej. 22 червня 2019. Архів оригіналу за 23 червня 2019. Процитовано 15 лютого 2021.
11. ↑  Obywatel Włapko jako atrakcja turystyczna? Komitet budowy pomnika zaprasza na sesje zdjęciowe. 4 липня 2019. Архів оригіналу за 10 серпня 2019. Процитовано 15 лютого 2021.
12. ↑  Pomnik "Obywatela Włapko staje się atrakcją turystyczną. 05.07.2019. Архів оригіналу за 10 серпня 2019. Процитовано 15 лютого 2021.